# Jezierzyce (Redzikowo)

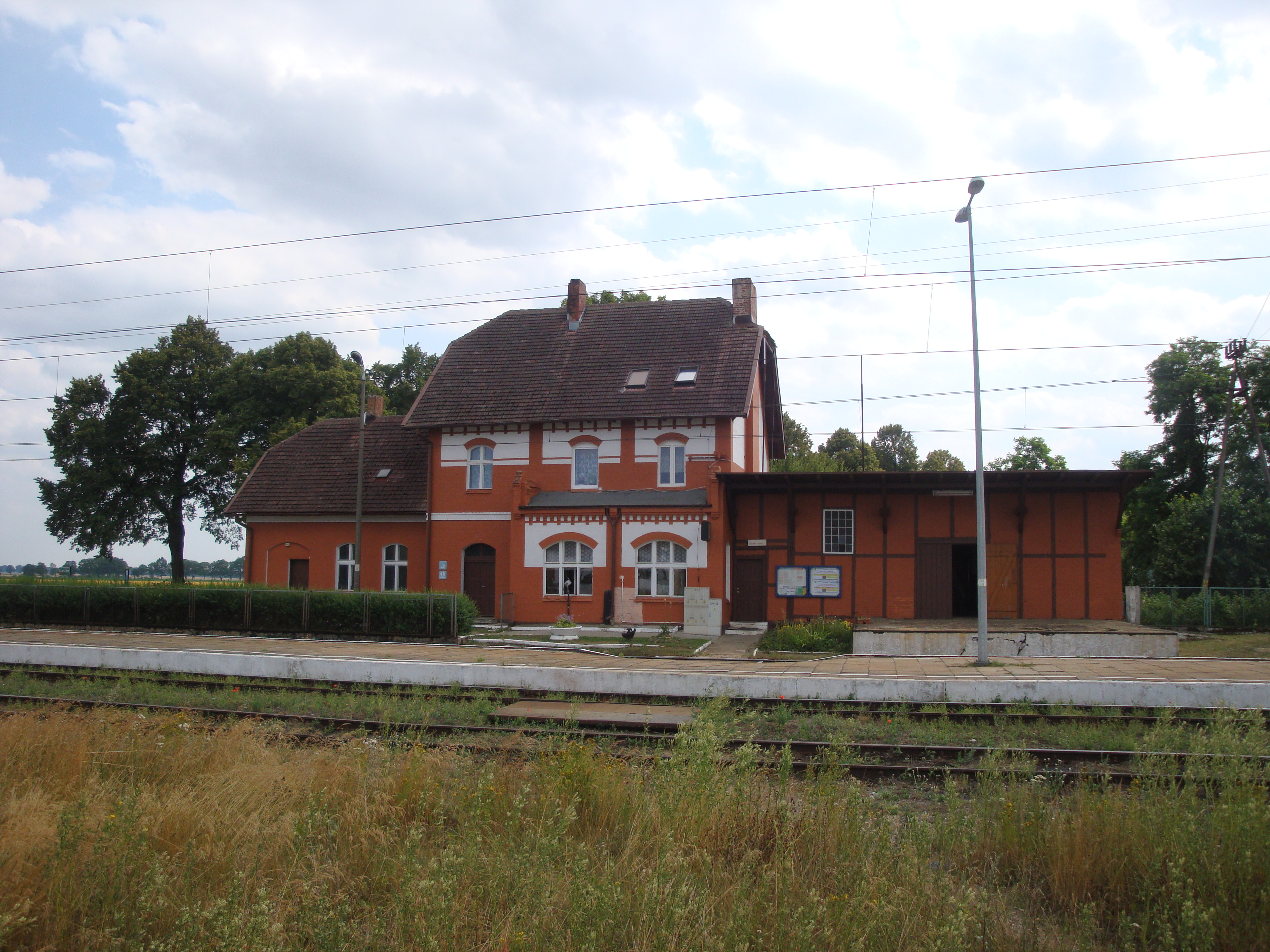
Bahnhofsgebäude

Jezierzyce (deutsch Jeseritz, Kreis Stolp/Pommern, kaschubisch Jezérzëce) ist ein Dorf in der polnischen Woiwodschaft Pommern und gehört zur Landgemeinde Redzikowo (Reitz) im Kreis Słupsk.

## Geographische Lage und Verkehrsanbindung
Jezierzyce liegt in Hinterpommern, in einer Ebene nordöstlich von Słupsk an einer Nebenstraße, die die Kreisstadt mit dem kleinen Ort Mrówczyno (Jägerhof), nordwestlich von Damnica (Hebrondamnitz), verbindet. Außerdem führt ein schlecht ausgebauter Landweg über Niedarzyno (Neiderzin) direkt nach Słupsk. Die vor 1945 bestehende direkte Anbindung an die damalige deutsche Reichsstraße 2 und heutige polnische Landesstraße 6 (auch Europastraße 28) von Stettin nach Danzig, wurde wegen der Anlage des Fliegerhorstes Stolp-Reitz (heute polnisch: Port Lotnicy Słupsk-Redzikowo) aufgehoben.
Jezierzyce ist als Jezierzyce Słupskie Bahnstation an der Staatsbahnlinie 202 Stargard in Pommern–Danzig. Das Bahnhofsgebäude steht in Jezierzyce-Osiedle (ehemals Kolonie Seddin).

## Ortsname
Die Ortsbezeichnung Jezierzyce kommt in Polen – ebenso wie der Name Jeseritz in Deutschland – mehrmals vor.

## Geschichte
Der historischen Dorfform nach ist Jeseritz ein großes Straßendorf. Das ehemalige Gutsdorf kam 1491 zusammen mit Granzin (heute polnisch: Grąsino) und Deutsch Buckow (1938–45 Bukau, jetzt: Bukówka) im Tausch mit den Belows gegen die drei Besitze im Schlawer Gebiet Dubberzin (Dobrzęcino), Kummerzin (Komorczyn) und Schlönwitz (Słonowice) an die Puttkamer. 1520 ist Georg von Puttkamer Besitzer des Gutes, den Herzog Barnim IX. von Stettin bei einem in Stolp ausgebrochenen Aufstand gegen den Rat als Stadtrat einsetzte.
Im Jahre 1784 gab es in Jeseritz ein Vorwerk und sechs Kossäten bei insgesamt neun Feuerstellen. An der Schwelle zum 19. Jahrhundert gab die Puttkamer-Familie allen Grund und Boden auf: 1801 wurden die Güter Jeseritz un Deutsch Buckow verkauft. Aber 1858 ging Jeseritz auf das Haus Wollin der Puttkamer über, als Freiherr Gustav von Puttkamer das Gut erwarb. Letzter Besitzer des zuletzt 500 Hektar großen Gutes vor 1945 war Albrecht Jesco von Puttkamer.

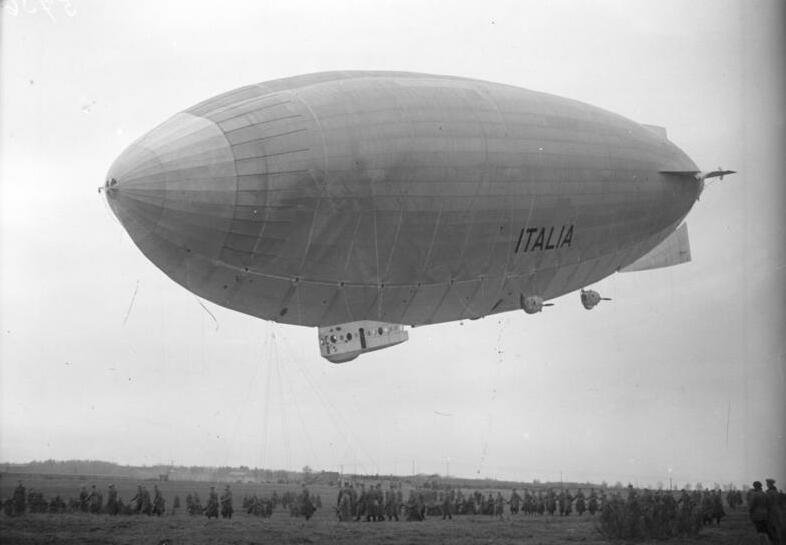
Landung des Luftschiffes Italia 1928

In der Jeseritzer Ortschaft Kolonie Seddin (heute polnisch: Jezierzyce-Osiedle) wurde während des Ersten Weltkrieges 1915/16 der Luftschiffhafen Seddin für Kriegsluftschiffe errichtet. Von hier aus trat Umberto Nobile mit dem Luftschiff Italia in der Nacht zum 3. Mai 1928 seine unglückliche Fahrt zum Nordpol an: das Luftschiff strandete bei Spitzbergen, und ein Teil der Besatzung kam um.
Im Jahr 1925 standen in Jeseritz 32 Wohngebäude. Im Jahre 1939 lebten in der 621 Hektar großen Gemeinde Jeseritz 343 Einwohner in 86 Haushaltungen. Hier gab es 17 landwirtschaftliche Betriebe. Das Dorf gehörte bis 1945 zum Landkreis Stolp im Regierungsbezirk Köslin der Provinz Pommern. Die Gemeinde war Teil des Amts- und Standesamtsbezirks Ritzow (Ryczewo, heute Stadtteil von Słupsk) und gehörte zum Amtsgerichtsbereich Stolp.
Gegen Ende des Zweiten Weltkriegs kamen im Winter 1945 täglich vollbesetzte Flüchtlingszüge aus Ost- und Westpreußen durch den Bahnhof von Jeseritz. Am 19. Februar 1945 fuhr frühmorgens ein Lazarettzug auf einen haltenden Flüchtlingszug auf und zehn Menschen kamen ums Leben. Als sich die Rote Armee Anfang März Jeseritz näherte, war eine ordnungsgemäße Räumung des Dorfs nicht mehr möglich. Viele Bewohner suchten für einige Tage in den umliegenden Wäldern Schutz. Vom Gut aus war ein Treck losgezogen, der in Rauschendorf bei Lauenburg von sowjetischen Truppen überrollt wurde. Albrecht Jesco von Puttkamer, der den Treck angeführt hatte, wurde dort am 11. März 1945 erschossen. Jeseritz, das mit Flüchtlingen aus Ost- und Westpreußen voll besetzt war, wurde am 8. März 1945 von russischen Truppen eingenommen; sie richteten dort eine Kommandantur ein. Auf der Luftschiffwerft Seddin nahmen die Russen umfangreiche Demontagen vor, denen auch die unterirdischen Treibstofftanks zum Opfer fielen.
Nachdem Jeseritz nach Kriegsende zusammen mit ganz Hinterpommern unter polnische Verwaltung gestellt worden war, wurde es in Jezierzyce umbenannt. Die Dorfbewohner wurden von den Polen vertrieben.
Später wurden in der Bundesrepublik Deutschland 168 und in der DDR 71 von ihnen ermittelt.
Das Dorf ist heute eine Ortschaft der Gmina Redzikowo im Powiat Słupski in der Woiwodschaft Pommern (1975 bis 1998 Woiwodschaft Stolp). Es ist dem „Schulzenamt“ Grąsino (Granzin) eingegliedert.

## Kirche
Vor 1945 war die Dorfbevölkerung von Jeseritz überwiegend evangelischer Konfession. Sie war in die St.-Petri-Kirchengemeinde in Stolp eingepfarrt und gehörte zum Kirchenkreis Stolp-Altstadt im Ostsprengel der Kirchenprovinz Pommern der Kirche der Altpreußischen Union. Letzte deutsche Geistliche waren Superintendent Otto Gehrke und Pfarrer Wilhelm Kühl.
Heute leben überwiegend katholische Kirchenglieder in Jezierzyce. Der Pfarrbezug nach Słupsk ist geblieben, das Dekanat heißt Słupsk-Wschod (Stolp-Ost) im Bistum Köslin-Kolberg der Katholischen Kirche in Polen. Hier lebende evangelische Kirchenglieder sind dem Bezirk der Kreuzkirche in Słupsk in der Diözese Pommern-Großpolen der Evangelisch-Augsburgischen Kirche in Polen zugeordnet.

## Schule
Vor 1945 gab es in Jeseritz eine zweistufige Volksschule. Sie hatte zuletzt einen Lehrer, der in zwei Klassen 63 Schulkinder unterrichtete.